# Mittelbadische Eisenbahnen
| Kopfbahnhof Streckenanfang (Strecke außer Betrieb)                  | 0,0     | Kehl Nb                                | Kehl Nb                                |
| Haltepunkt / Haltestelle (Strecke außer Betrieb)                    | 0,8     | Kehl-Rathaus                           | Kehl-Rathaus                           |
| Abzweig geradeaus und nach links (Strecke außer Betrieb)            |         | nach Bühl                              | nach Bühl                              |
| Haltepunkt / Haltestelle (Strecke außer Betrieb)                    | 1,6     | Kehl Rebstock                          | Kehl Rebstock                          |
| Haltepunkt / Haltestelle (Strecke außer Betrieb)                    | 2,3     | Kehl Mittelplatz                       | Kehl Mittelplatz                       |
| Bahnhof (Strecke außer Betrieb)                                     | 3,0     | Sundheim                               | Sundheim                               |
| Bahnhof (Strecke außer Betrieb)                                     | 7,3     | Marlen                                 | Marlen                                 |
| Abzweig geradeaus und von rechts (Strecke außer Betrieb)            | 7,7     | Steinlagerplatz                        | Steinlagerplatz                        |
| Bahnhof (Strecke außer Betrieb)                                     | 8,9     | Goldscheuer-Kittersburg                | Goldscheuer-Kittersburg                |
| Bahnhof (Strecke außer Betrieb)                                     | 14,3    | Altenheim                              | Altenheim                              |
| Abzweig geradeaus und nach links (Strecke außer Betrieb)            |         | nach Offenburg                         | nach Offenburg                         |
| Bahnhof (Strecke außer Betrieb)                                     | 15,8    | Dundenheim                             | Dundenheim                             |
| Bahnhof (Strecke außer Betrieb)                                     | 17,5    | Ichenheim                              | Ichenheim                              |
| Bahnhof (Strecke außer Betrieb)                                     | 21,8    | Meißenheim (Baden)                     | Meißenheim (Baden)                     |
| Haltepunkt / Haltestelle (Strecke außer Betrieb)                    | 24,2    | Ottenheim Hirsch                       | Ottenheim Hirsch                       |
| Abzweig geradeaus und von rechts (Strecke außer Betrieb)            |         | von Ottenheim Rheinufer                | von Ottenheim Rheinufer                |
| Bahnhof (Strecke außer Betrieb)                                     | 24,71,8 | Ottenheim                              | Ottenheim                              |
| Bahnhof (Strecke außer Betrieb)                                     | 4,5     | Allmannsweier                          | Allmannsweier                          |
| Haltepunkt / Haltestelle (Strecke außer Betrieb)                    | 4,8     | Allmannsweier Ort                      | Allmannsweier Ort                      |
| Haltepunkt / Haltestelle (Strecke außer Betrieb)                    | 7,5     | Langenwinkel                           | Langenwinkel                           |
| Brücke über Wasserlauf (Strecke außer Betrieb)                      |         | Schutter-Entlastungskanal              | Schutter-Entlastungskanal              |
| Bahnhof (Strecke außer Betrieb)                                     | 9,5     | Lahr M E Rollwagengrube                | Lahr M E Rollwagengrube                |
| Abzweig geradeaus und nach rechts (Strecke außer Betrieb)           |         | zum Bahnhof Lahr (Schwarzw), Regelspur | zum Bahnhof Lahr (Schwarzw), Regelspur |
| Kreuzung geradeaus oben (Strecke geradeaus außer Betrieb)           |         | Rheintalbahn                           | Rheintalbahn                           |
| Haltepunkt / Haltestelle (Strecke außer Betrieb)                    | 9,8     | Dinglingen Überführung                 | Dinglingen Überführung                 |
| Brücke über Wasserlauf (Strecke außer Betrieb)                      |         | Schutter                               | Schutter                               |
| Haltepunkt / Haltestelle (Strecke außer Betrieb)                    |         | Dinglingen Linde                       | Dinglingen Linde                       |
| Haltepunkt / Haltestelle (Strecke außer Betrieb)                    | 10,1    | Lahr-Krone                             | Lahr-Krone                             |
| Haltepunkt / Haltestelle (Strecke außer Betrieb)                    | 11,9    | Lahr-Rössle                            | Lahr-Rössle                            |
| Haltepunkt / Haltestelle (Strecke außer Betrieb)                    | 12,4    | Lahr-Urteilsplatz (Rappen)             | Lahr-Urteilsplatz (Rappen)             |
| Haltepunkt / Haltestelle (Strecke außer Betrieb)                    | 12,9    | Lahr-Schlüssel                         | Lahr-Schlüssel                         |
| Haltepunkt / Haltestelle (Strecke außer Betrieb)                    | 15,1    | Lahr-Kuhbach                           | Lahr-Kuhbach                           |
| Dienststation / Betriebs- oder Güterbahnhof (Strecke außer Betrieb) | 15,6    | Reichenbach Ladeplatz                  | Reichenbach Ladeplatz                  |
| Haltepunkt / Haltestelle (Strecke außer Betrieb)                    | 16,9    | Reichenbach Mitte                      | Reichenbach Mitte                      |
| Kopfbahnhof Streckenende (Strecke außer Betrieb)                    | 19,2    | Seelbach b Lahr                        | Seelbach b Lahr                        |

| Strecke (außer Betrieb)                                             |      | von Kehl                            | von Kehl                            |
| Bahnhof (Strecke außer Betrieb)                                     | 0,0  | Altenheim                           | Altenheim                           |
| Abzweig geradeaus und nach rechts (Strecke außer Betrieb)           |      | nach Seelbach                       | nach Seelbach                       |
| Haltepunkt / Haltestelle (Strecke außer Betrieb)                    | 1,7  | Müllen                              | Müllen                              |
| Brücke über Wasserlauf (Strecke außer Betrieb)                      |      | Schutter                            | Schutter                            |
| Haltepunkt / Haltestelle (Strecke außer Betrieb)                    | 5,5  | Schutterwald West                   | Schutterwald West                   |
| Bahnhof (Strecke außer Betrieb)                                     | 5,8  | Schutterwald-Ort                    | Schutterwald-Ort                    |
| Dienststation / Betriebs- oder Güterbahnhof (Strecke außer Betrieb) | 9,7  | Offenburg Landwirtschaftliche Halle | Offenburg Landwirtschaftliche Halle |
| Haltepunkt / Haltestelle (Strecke außer Betrieb)                    | 9,9  | Offenburg Grüner Baum               | Offenburg Grüner Baum               |
| Haltepunkt / Haltestelle (Strecke außer Betrieb)                    | 10,4 | Offenburg Marktplatz                | Offenburg Marktplatz                |
| Haltepunkt / Haltestelle (Strecke außer Betrieb)                    | 11,1 | Offenburg Bahnhof                   | Offenburg Bahnhof                   |
| Kopfbahnhof Streckenende (Strecke außer Betrieb)                    | 11,4 | Offenburg Nebenbahnhof              | Offenburg Nebenbahnhof              |

| Kopfbahnhof Streckenanfang (Strecke außer Betrieb)                  | 20,4 | Rastatt Bf                    | Rastatt Bf                    |
| Dienststation / Betriebs- oder Güterbahnhof (Strecke außer Betrieb) | 19,7 | Rastatt Rbf Rollwagengrube    | Rastatt Rbf Rollwagengrube    |
| Haltepunkt / Haltestelle (Strecke außer Betrieb)                    | 19,2 | Rastatt Sonne                 | Rastatt Sonne                 |
| Haltepunkt / Haltestelle (Strecke außer Betrieb)                    | 18,9 | Rastatt Bären                 | Rastatt Bären                 |
| Bahnhof (Strecke außer Betrieb)                                     | 18,8 | Rastatt ME ab 1939 Endbahnhof | Rastatt ME ab 1939 Endbahnhof |
| Dienststation / Betriebs- oder Güterbahnhof (Strecke außer Betrieb) | 16,5 | Rastatt Übergabe              | Rastatt Übergabe              |
| Kreuzung geradeaus oben (Strecken außer Betrieb)                    |      | Rastatt–Haguenau              | Rastatt–Haguenau              |
| Bahnhof (Strecke außer Betrieb)                                     | 12,9 | Iffezheim                     | Iffezheim                     |
| Haltepunkt / Haltestelle (Strecke außer Betrieb)                    | 9,4  | Hügelsheim Ldg                | Hügelsheim Ldg                |
| Haltepunkt / Haltestelle (Strecke außer Betrieb)                    | 9,0  | Hügelsheim-Ort                | Hügelsheim-Ort                |
| Bahnhof (Strecke außer Betrieb)                                     | 4,8  | Söllingen                     | Söllingen                     |
| Dienststation / Betriebs- oder Güterbahnhof (Strecke außer Betrieb) | 4,4  | Söllingen Pumpstation         | Söllingen Pumpstation         |
| Bahnhof (Strecke außer Betrieb)                                     | 2,9  | Stollhofen                    | Stollhofen                    |
| Abzweig geradeaus und nach rechts (Strecke außer Betrieb)           |      | nach Greffern                 | nach Greffern                 |
| Abzweig geradeaus und von links (Strecke außer Betrieb)             |      | von Bühl                      | von Bühl                      |
| Bahnhof (Strecke außer Betrieb)                                     | 0,0  | Schwarzach (Baden)            | Schwarzach (Baden)            |
| Strecke (außer Betrieb)                                             |      | nach Kehl                     | nach Kehl                     |

| Kopfbahnhof Streckenanfang (Strecke außer Betrieb)                  | 38,8 | Bühl                    | Bühl                    |
| Bahnhof (Strecke außer Betrieb)                                     | 36,2 | Vimbuch                 | Vimbuch                 |
| Dienststation / Betriebs- oder Güterbahnhof (Strecke außer Betrieb) | 34,9 | Balzhofen               | Balzhofen               |
| Bahnhof (Strecke außer Betrieb)                                     | 33,9 | Oberbruch               | Oberbruch               |
| Bahnhof (Strecke außer Betrieb)                                     | 32,6 | Moos                    | Moos                    |
| Bahnhof (Strecke außer Betrieb)                                     | 30,7 | Hildmannsfeld           | Hildmannsfeld           |
| Abzweig geradeaus und von rechts (Strecke außer Betrieb)            |      | von Rastatt             | von Rastatt             |
| Bahnhof (Strecke außer Betrieb)                                     | 29,5 | Schwarzach (Baden)      | Schwarzach (Baden)      |
| Bahnhof (Strecke außer Betrieb)                                     | 26,0 | Lichtenau-Ulm           | Lichtenau-Ulm           |
| Haltepunkt / Haltestelle (Strecke außer Betrieb)                    | 25,3 | Lichtenau Süd           | Lichtenau Süd           |
| Bahnhof (Strecke außer Betrieb)                                     | 24,1 | Scherzheim              | Scherzheim              |
| Haltepunkt / Haltestelle (Strecke außer Betrieb)                    | 23,7 | Scherzheim Ort          | Scherzheim Ort          |
| Bahnhof (Strecke außer Betrieb)                                     | 21,9 | Helmlingen-Muckenschopf | Helmlingen-Muckenschopf |
| Bahnhof (Strecke außer Betrieb)                                     | 20,1 | Memprechtshofen         | Memprechtshofen         |
| Dienststation / Betriebs- oder Güterbahnhof (Strecke außer Betrieb) | 17,5 | Betriebsstelle          | Betriebsstelle          |
| Bahnhof (Strecke außer Betrieb)                                     | 16,7 | Freistett               | Freistett               |
| Bahnhof (Strecke außer Betrieb)                                     | 14,5 | Rheinbischofsheim       | Rheinbischofsheim       |
| Bahnhof (Strecke außer Betrieb)                                     | 12,0 | Diersheim               | Diersheim               |
| Haltepunkt / Haltestelle (Strecke außer Betrieb)                    | 11,2 | Oberdiersheim           | Oberdiersheim           |
| Bahnhof (Strecke außer Betrieb)                                     | 9,9  | Honau                   | Honau                   |
| Bahnhof (Strecke außer Betrieb)                                     | 8,1  | Leutesheim              | Leutesheim              |
| Bahnhof (Strecke außer Betrieb)                                     | 4,8  | Auenheim                | Auenheim                |
| Kreuzung (Strecke geradeaus außer Betrieb)                          |      | Kehl–Straßburg          | Kehl–Straßburg          |
| Bahnhof (Strecke außer Betrieb)                                     | 2,0  | Kinzigbrücke            | Kinzigbrücke            |
| Brücke über Wasserlauf (Strecke außer Betrieb)                      |      | Kinzig                  | Kinzig                  |
| Haltepunkt / Haltestelle (Strecke außer Betrieb)                    | 1,3  | Kehl Turnhalle          | Kehl Turnhalle          |
| Abzweig geradeaus und von links (Strecke außer Betrieb)             |      | von Lahr                | von Lahr                |
| Haltepunkt / Haltestelle (Strecke außer Betrieb)                    | 0,8  | Kehl Rathaus            | Kehl Rathaus            |
| Kopfbahnhof Streckenende (Strecke außer Betrieb)                    |      | Kehl Nb                 | Kehl Nb                 |

Die Mittelbadischen Eisenbahnen AG (MEG) waren rechtlich ein Vorgänger der SWEG-Südwestdeutschen Verkehrs-AG. Sie betrieben ursprünglich ein umfangreiches Netz von Schmalspurbahnen in der Oberrheinischen Tiefebene am Fuß des Schwarzwaldes in den heutigen Landkreisen Rastatt und Ortenau. Das Unternehmen entstand im Jahre 1923, als die Lahrer Eisenbahn-Gesellschaft am 30. Juni ihren Namen in Mittelbadische Eisenbahnen AG änderte und am 15. November die rechtsrheinischen Strecken der Straßburger Straßenbahn-Gesellschaft übernahm. 1953 wurde die MEG um zwei Normalspurstrecken und eine Schmalspurstrecke der ehemaligen Süddeutschen Eisenbahn-Gesellschaft (SEG) erweitert. 1955 betrieb die MEG kurzzeitig auch die Müllheim-Badenweiler Eisenbahn.

## Vorgeschichte

### Lahrer Straßenbahn-Gesellschaft
Die Lahrer Straßenbahn-Gesellschaft wurde am 31. Oktober 1889 unter Beteiligung der Stadt Lahr (1/3) und der Straßburger Straßenbahn-Gesellschaft (2/3) sowie weiterer Interessenten gegründet. Sie eröffnete am 30. November 1894 eine meterspurige Dampfstraßenbahn vom Rheinufer bei Ottenheim zur damaligen Bezirksstadt Lahr, wo die Hauptstrecke der Staatsbahn im heutigen Stadtteil Dinglingen gekreuzt wurde, und dann durch die ganze Stadt weiter in östlicher Richtung durch das Schuttertal in den Schwarzwald. Von dem vorläufigen Endpunkt Reichenbach wurde die Bahn schon am 20. Dezember 1894 bis nach Seelbach verlängert und war nun 19 km lang.
Betriebsmittelpunkt war ihr Bahnhof Dinglingen, der mit dem Staatsbahnhof durch ein Dreischienengleis verbunden war; denn neben dem Personenverkehr spielte die Güterbeförderung eine große Rolle, u. a. der Transport von Steinen zu Schiffen auf dem Rhein.
Im 2 km vom Rheinufer entfernten Bahnhof Ottenheim wurde am 1. April 1898 durch die Straßburger Straßenbahn-Gesellschaft der Anschluss von Kehl her an ihr umfangreiches Liniennetz auf beiden Seiten des Stromes hergestellt, das linksrheinisch im damaligen Reichsland Elsaß-Lothringen und rechtsrheinisch im Großherzogtum Baden lag. Seit dem 1. Mai 1901 setzten beide Unternehmungen gemeinsame Züge ein, die durchgehend von Kehl bis Seelbach verkehrten.
Nach Beginn des Ersten Weltkrieges im Sommer 1914 wurde das Elsass unmittelbares Kampfgebiet. Das Teilstück zwischen Rheinufer und Bahnhof Ottenheim wurde für den Personenverkehr stillgelegt, zumal hier nur eine Schiffbrücke den Rhein überquerte und am linken Ufer kein Bahnanschluss bestand.
Nachdem die frühere „Lahrer Eisenbahngesellschaft“ bereits 1906 in der Badischen Staatsbahn aufgegangen war, konnte man am 30. September 1917 die Firma der Lahrer Straßenbahn-Gesellschaft in Lahrer Eisenbahn-Gesellschaft umändern. Das geschah, obwohl sie wie eine Straßenbahn rund fünf Kilometer weit die Straßen der Stadt Lahr befuhr und Haltepunkte in dichter Folge bediente. Möglicherweise hatte man damals schon die Pläne für eine Umstellung auf elektrischen Betrieb aufgegeben; denn inzwischen wurde der Begriff „Straßenbahn“ vornehmlich auf elektrisch betriebene Bahnen angewendet.

### Die Straßburger Straßenbahn-Gesellschaft
Die Straßburger Straßenbahn-Gesellschaft (SSG), 1877 gegründet, hatte in den Jahren vor dem Ersten Weltkrieg ein umfangreiches Netz von Pferdebahnen in der Stadt Straßburg und ihren Vororten errichtet. Daran schlossen sich Nebeneisenbahnen an, die der Eisenbahn-Bau- und Betriebsordnung unterstanden und mit Dampflokomotiven betrieben wurden. Mitte der 1890er Jahre betrieb die Allgemeine Elektricitäts-Gesellschaft (AEG) als neue Hauptaktionärin die Elektrifizierung der Stadtlinien und die Umspurung des bisher in Regelspur angelegten Netzes auf Meterspur. Ab 1909 ging die Aktienmehrheit auf die Allgemeine Lokal- und Straßenbahn-Gesellschaft über. Nach dem Ersten Weltkrieg wurden auch die Überlandbahnen ab 1925 durch die nunmehr als „Compagnie des Tramways Strasbourgeois – CTS“ firmierende Unternehmung zu einem überwiegenden Teil elektrifiziert.

#### Das rechtsrheinische Netz
Die Straßburger Straßenbahngesellschaft bot den rechtsrheinischen Gemeinden an, im „Ried“ eine Schmalspurbahn zu betreiben, für diese Bahn konnten die Anlieger einen staatlichen Zuschuss erreichen. Aus Kostengründen verlief die Strecke innerorts weitgehend auf den Straßen und es kam daher häufig auch zu Kollisionen mit dem damals noch frei herumlaufenden Federvieh. Der Volksmund verlieh daher dem Zug den Namen „Entenköpfer“. Außerorts verlief der größte Teil der Strecke auf eigens aufgeschütteten Bahndämmen.
So war von der SSG am 11. Januar 1892 eine Bahnstrecke von Kehl Nebenbahnhof in nordöstlicher Richtung durch das Hanauerland über Freistett und Schwarzach nach Bühl (38 km) eröffnet worden, die bis 1895 nur über eine Fähre Verbindung zum elsässischen Netz bot. Eine Fortsetzung von Schwarzach über Hügelsheim–Iffezheim nach Rastatt Staatsbahnhof (20 km) kam erst am 2. Mai 1909 hinzu.
In südlicher Richtung stellte ab 1. April 1898 die Linie von Kehl Nebenbahnhof über Altenheim nach Ottenheim Bahnhof (25 km) die Verbindung zur Lahrer Straßenbahn her. Mit der Verbindung Altenheim–Offenburg Staatsbahnhof (11 km) war am 15. Juli 1898 das Netz von 94 km Länge vollendet, das an vier Stellen an die Staatsbahn anschloss.
Nachdem eine feste Rheinbrücke erbaut worden war, führte ab 1. Januar 1898 eine normalspurige dampfbetriebene Straßenbahn von Straßburg nach Kehl und verband die Netzteile beiderseits des Rheins. Nach der Umspurung verkehrte sie seit 14. März 1898 als elektrische Straßenbahn. Gegenüber dieser Verbindung Straßburg–Lahr verlor die Strecke nach Ottenheim Rheinufer ihren ohnehin unbedeutenden Personenverkehr. Die Strecke Kehl–Straßburg wurde im November 1918 durch die neue Grenze unterbrochen und war dann nur vom 24. Mai 1942 bis November 1944 noch einmal in Betrieb.
Gegenüber den linksrheinischen Strecken unterblieb eine Modernisierung im rechtsrheinisch gelegenen Gebiet der Ortenau und im Hanauer Land. Dieser Teil des Netzes hatte schon von Anfang an ein gewisses Eigenleben geführt und wurde als Folge der Abtrennung des linksrheinischen Reichslandes Elsaß-Lothringen ein selbständiger Verkehrsbetrieb.

## Die Gründung der Mittelbadischen Eisenbahnen AG
Die territoriale Neuordnung machte auch eine Neuorganisation der nun als „Kehler Bahnen“ bezeichneten rechtsrheinischen Schmalspurbahnen erforderlich. Die bisherige Gesellschaft in Straßburg lehnte einen Weiterbetrieb der rechtsrheinischen Strecken ab. Diese wurden im Vergleich Eigentum des Badischen Staates und zusammen mit den – seit 1920 so genannten – „Lahrer Bahnen“ zunächst der neuen Deutschen Reichsbahn unterstellt. Diese war aber ebenso wenig wie die Deutsche Eisenbahn-Betriebsgesellschaft AG an einer endgültigen Übernahme des Schmalspurnetzes interessiert.
Mit Hilfe des Staates kam es am 30. Juni 1923 zur Gründung der Mittelbadischen Eisenbahnen AG mit Sitz in Lahr. Dieser wurde zeitweise nach der zentral gelegenen Stadt Kehl verlegt, wo inzwischen auch eine Hauptwerkstatt als Ersatz für die nun unzugängliche in Straßburg errichtet worden war. Allerdings mussten nach Kriegsende 1945 wegen der Zerstörung und Besetzung der Stadt Kehl wieder neue Standorte gesucht werden. Die Verwaltung zog wieder nach Lahr zurück, die Hauptwerkstätte fand in Schwarzach ihr Domizil.
Während des Zweiten Weltkrieges war die Bahnstrecke Ziel für Fliegerangriffe. Starke Beschädigungen waren die Folge, Notbrücken mussten errichtet werden, so dass sich die Bahnanlagen nach Ende des Zweiten Weltkrieges in einem sehr schlechten Zustand befanden.
Die Schmalspurbahnen, die ein in ganz Deutschland beachtlich großes Netz von 114 km Strecken befuhren, behielten in der Zwischenkriegszeit (1918–1939), aber auch nach 1945 zunächst ihre Bedeutung für die Bevölkerung und die Wirtschaft in der Ortenau und den angrenzenden Gebieten. Nur im Stadtgebiet von Kehl war der Betrieb unterbrochen; bis in die Jahre 1953/55 endete die nördliche Strecke an der Kinzigbrücke, die südliche im Stadtteil Sundheim.

### Erweiterung durch ehemalige SEG-Strecken
Nach Ablauf der Konzessionen der drei badischen Strecken der Süddeutschen Eisenbahn-Gesellschaft (SEG) zum 31. Dezember 1952 übernahm das Land Baden-Württemberg am 1. Januar 1953 alle drei Betriebe und brachte sie zum 1. Oktober 1953 als Auffanggesellschaft in die Mittelbadische Eisenbahnen AG ein. Dazu gehörten die normalspurigen Strecken der Kaiserstuhlbahn Gottenheim–Riegel–Breisach und die Bregtalbahn Donaueschingen–Furtwangen sowie die schmalspurige Zell-Todtnauer-Eisenbahn. Die Stilllegung der Zell-Todtnauer Eisenbahn für den Personenverkehr erfolgte am 25. September 1966 sowie für den Güterverkehr am 24. September 1967. Die Kaiserstuhl- und Bregtalbahn verblieben bis zur Übernahme durch die Südwestdeutschen Eisenbahnen AG (SWEG) im Jahre 1971 bei der MEG.

### Die Müllheim-Badenweiler Eisenbahn
Für nicht einmal drei Monate gehörte auch die elektrifizierte schmalspurige Müllheim-Badenweiler Eisenbahn zur MEG. Im März 1955 übernahm das Land Baden-Württemberg die Müllheim-Badenweiler Eisenbahn AG und integrierte sie in die MEG. Wegen des schlechten Zustandes des Bahn und zu hoher Modernisierungskosten wurden bereits am 22. Mai 1955 der gesamte Schienenverkehr stillgelegt, die Gleise abgebaut und die Linie mit Bussen weitergeführt.

### Die Reduzierung und Umspurung des Stammnetzes

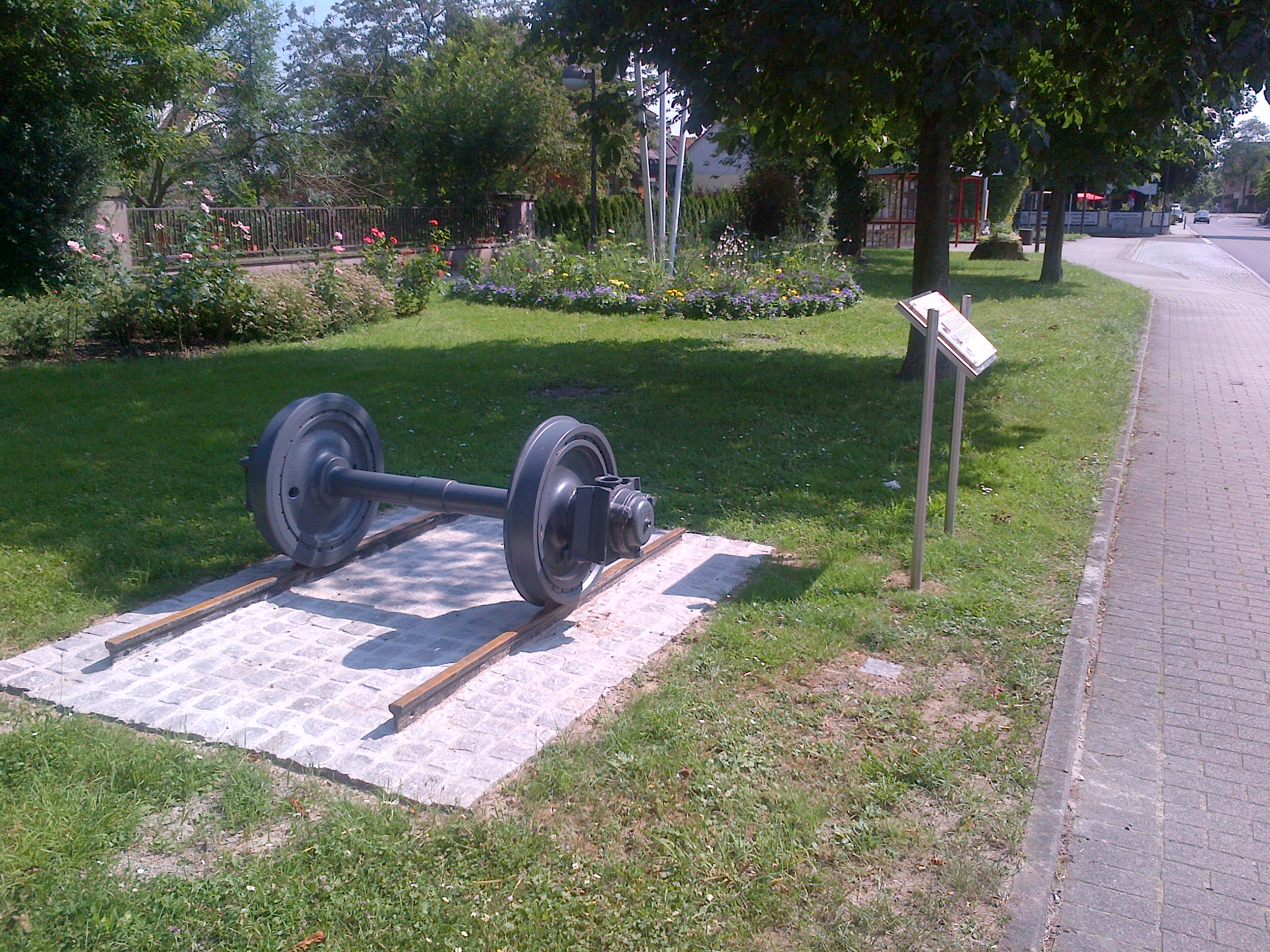
Ausstellung ehemalige Bahnstrecke Schwarzach – Kehl (eröffnet im Juli 2013)

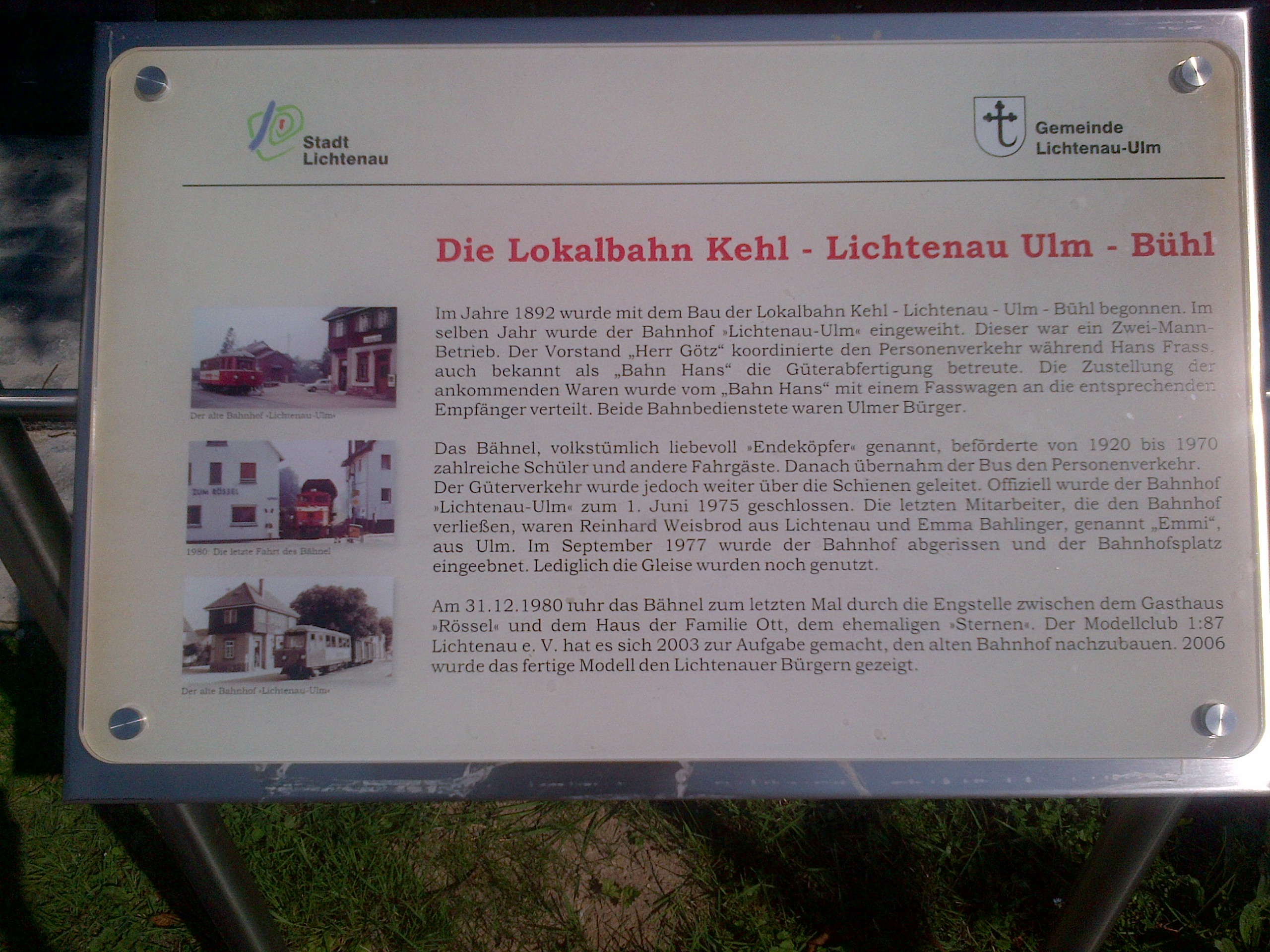
Ausstellung ehemalige Bahnstrecke Schwarzach – Kehl (eröffnet im Juli 2013)

Doch schon bald nach der Gründung der Bundesrepublik und der Besserung der wirtschaftlichen Verhältnisse konnten sich die kleinen Bahnen gegen die wachsende Konkurrenz der Straße nicht mehr behaupten. Private Kraftfahrzeuge, aber auch der eigene Omnibuslinienverkehr, den die MEG bereits am 15. Mai 1929 eingerichtet hatte, erschienen der Bevölkerung schneller und bequemer zu sein als die Schienenfahrzeuge, obwohl man auch hier zunehmend Triebwagen einsetzte. Dazu kam der Wunsch mehrerer Städte und Gemeinden, vor allem Rastatt, Offenburg und Lahr, ihre Straßen von Schienen freizuhalten und Platz für die Verbesserung des Straßenbaus zu gewinnen.
So setzte schon verhältnismäßig früh die Stilllegung ein. Sie erfasste zunächst das südlich von Kehl gelegene Oberländer Netz um Lahr und Offenburg. Ab Lahr Schlüssel bis nach Seelbach ruhten der Personenverkehr ab 2. Mai 1950 und der Güterverkehr ab 20. Mai 1951. Ein Jahr später (1952) war die Stadt Lahr ab MEG-Bahnhof gänzlich vom innerörtlichen Schienenverkehr befreit. Die Verbindung Kehl–Altenheim–Lahr MEG wurde nach einiger Zeit 1959 in zwei Abschnitten stillgelegt. Damit war das Netz zweigeteilt worden.
In der Stadt Offenburg hatte man am 1. Juni 1957 den Gesamtverkehr bis Schutterwald beendet, obwohl die anschließende Strecke bis Altenheim noch bis in den Sommer 1961 befahren wurde. Damit entstand für wenige Jahre ein Inselbetrieb, da die sechs Kilometer lange Strecke keine Verbindung mehr zum übrigen Eisenbahnnetz hatte. Grund war die noch ausstehende Fertigstellung einer Verbindungsstraße. Mit der Einstellung des Inselbetriebs 1961 war das Südnetz vollkommen verschwunden.
Danach begann auch die Reduzierung des Unterländer Netzes nördlich von Kehl. Bis auf die Entfernung der Gleise innerhalb von Rastatt zwischen Reichsbahnhof und MEG-Bahnhof im Oktober 1939 (der Güterverkehr war schon am 1. Juni 1938 eingestellt worden), wurden alle Strecken noch bis zum 24. September 1966 befahren. Zu diesem Zeitpunkt kam das Ende für die Personenbeförderung von Kehl bis Freistett, während der Güterverkehr abschnittsweise noch bis Herbst 1968 weiterbestand. Am 30. Juni 1967 wurde sogar noch ein 2 km langes schmalspuriges Anschlussgleis für den Güterverkehr von Stollhofen zur Firma Dow Chemical GmbH in Greffern in Betrieb genommen.
Im Jahre 1970 wurde dann der Personenverkehr auf dem nördlichen Netz völlig stillgelegt, am 15. April von Schwarzach bis Rastatt MEG und am 27. September auf der Strecke Freistett–Schwarzach–Bühl.
Am 1. Oktober 1971 vereinigte das Land Baden-Württemberg die Mittelbadischen Eisenbahnen AG mit der Südwestdeutschen Eisenbahn GmbH zur Südwestdeutschen Eisenbahnen AG. Die weitere Geschichte der neuen Unternehmung wird dort dargestellt. Hier soll nur noch über das Ende des Schmalspurnetzes berichtet werden:
Das Ende des Güterverkehrs auf diesem Netz folgte in kleinen Schritten zwischen 1971 und 1973; nur zwischen Schwarzach und Scherzheim wurde er noch bis zum Jahresende 1980 aufrechterhalten.
Eine Ausnahme machte die Strecke von Bühl über Schwarzach nach Stollhofen, wo sie sich nach Söllingen und Greffern verzweigte. Sie wurde im Sommer 1972 auf Regelspur umgebaut und – teilweise neu trassiert – für den Güterverkehr wieder in Betrieb genommen. Dieses kleine Netz von 15 km Länge stellt bis heute den SWEG-Betrieb Schwarzach dar. Grundlage dafür war die Bedienung des NATO-Flughafens Söllingen, auf dessen Gelände sich heute der Flughafen Karlsruhe/Baden-Baden (Baden-Airport) befindet, und des Anschlussgleises der Firma Dow Chemical GmbH in Greffern.

## Strecken des Stammnetzes
Das Netz bestand im Wesentlichen aus der Nord-Süd-Strecke von Rastatt über Kehl nach Lahr und weiter nach Seelbach. In West-Ost-Richtung zweigten die Querverbindungen Schwarzach-Bühl und Altenheim-Offenburg ab.

### Verlauf in der Gemarkung Kehl
Die 24,5 km lange Strecke Kehl–Altenheim–Ottenheim wurde im Jahre 1898 in Betrieb genommen. Die Strecke begann in Kehl Nebenbahnhof und verlief als Straßenbahn zum Rathausplatz und über den Mittelplatz nach dem Ortsteil Sundheim, wo sie das eigentliche Stadtgebiet verließ und über die Ortsteile Marlen und Goldscheuer-Kittersburg nach Neuried-Altenheim weitergeführt wurde.

### Verlauf in der Gemarkung Neuried
In der Gemarkung Neuried durchläuft die Strecke die Ortsteile Altenheim, Dundenheim und Ichenheim, der ehemalige Bahnhof Altenheim wird heute als Wohnhaus genutzt. Zeitgleich mit der Strecke Kehl–Ottenheim wurde im Jahr 1894 in Altenheim ein Abzweig nach Offenburg in Betrieb genommen, an dieser Strecke lag noch der Haltepunkt Müllen.

### Verlauf in der Gemarkung Meißenheim
Von Ichenheim kommend durchquerte die Bahn Meißenheim in Richtung Ottenheim, der ehemalige Bahnhof ist noch erhalten. Die inzwischen geschlossene Gaststätte „Zum Entenköpfer“ ist allerdings nicht der ehemalige Bahnhof. Dieser befindet sich ca. 100 Meter vor der Gastwirtschaft, ebenfalls auf der linken Seite in Richtung Ottenheim und ist noch (bis auf geringe Umbauten) original erhalten.

### Verlauf in der Gemarkung Schwanau
In der Gemeinde Schwanau durchquerte die Strecke die Ortsteile Ottenheim und Allmannsweier, in Ottenheim befand sich ein Abzweig zum Rheinufer. Der Abzweig mit dem Haltepunkt Rheinufer band das Kieswerk und den Rheinhafen an die Strecke an. Die 19,4 km lange Strecke Ottenheim–Lahr–Seelbach wurde bereits im Jahre 1894 in Betrieb genommen.

### Verlauf in der Gemarkung Seelbach
Bis zum 1. April 1952 hatte die Bahnlinie Seelbach an das Schienennetz angebunden, noch heute steht der im Jahr 2001 restaurierte Bahnhof mit einem Stück Gleisanlage. Das Gebäude wird heute als Kultur- und Begegnungszentrum für Ausstellungen, Volkshochschulkurse und ähnliches genutzt.

## Fahrzeuge

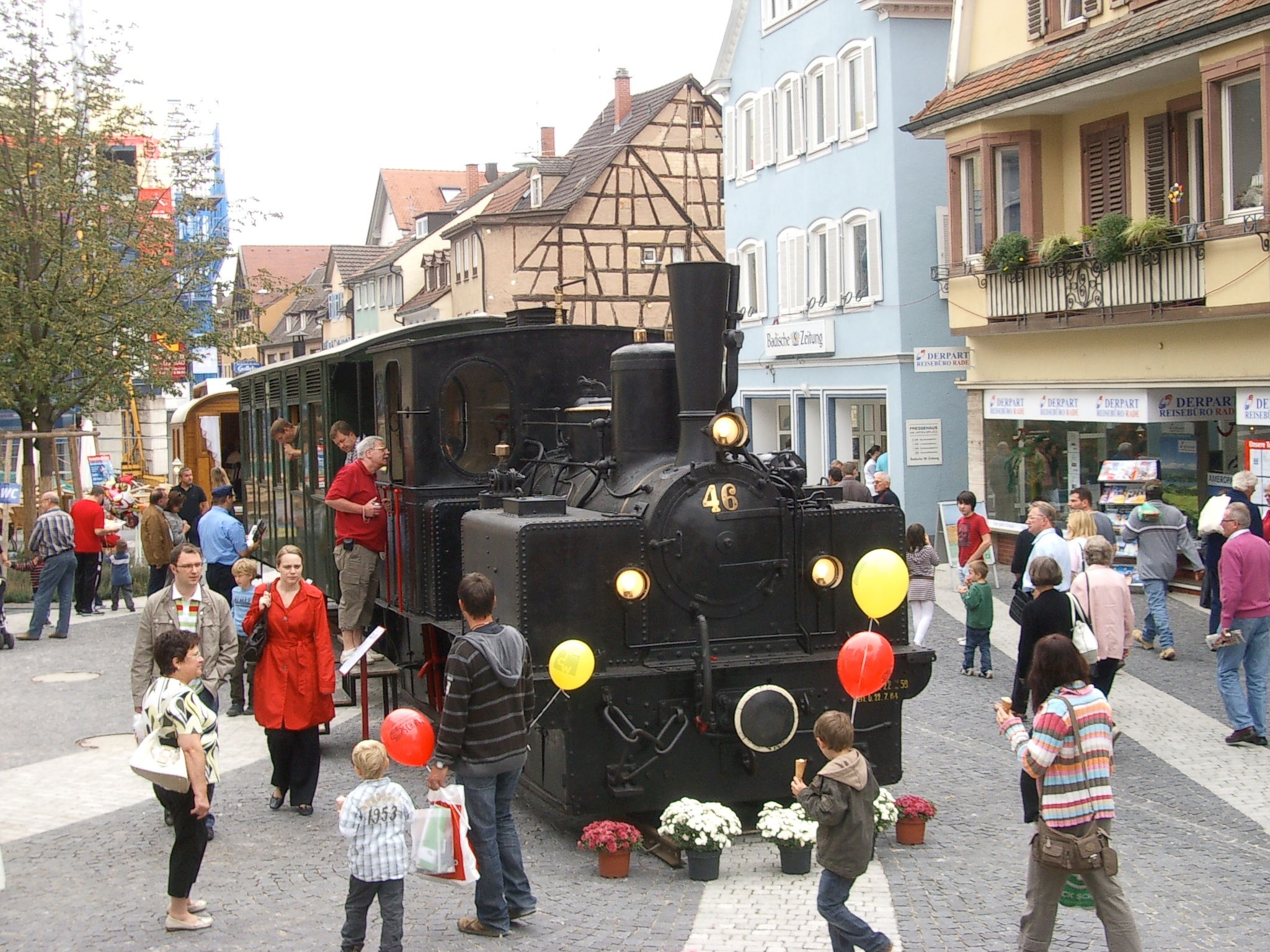
MEG 46 (2009 in Lahr ausgestellt)

Die Lahrer Straßenbahn-Gesellschaft nahm den Verkehr mit vier zweiachsigen Dampflokomotiven mit verkleidetem Triebwerk auf. Zwei davon gelangten noch zur MEG, die anderen zwei wurden schon 1900/1901 durch zwei stärkere Lokomotiven ersetzt. Die MEG übernahm 1923 elf Lokomotiven der Straßburger Straßenbahn, die auch schon vorher auf dem badischen Netz eingesetzt waren. Es waren zweiachsige Lokomotiven mit Innentriebwerk und Außenrahmen. Auffallend war die Anbringung der Wasserkästen seitlich neben der Rauchkammer, ohne Verbindung zum Führerhaus. Eine der Lokomotiven mit der Nummer 46 ist erhalten geblieben und befindet sich seit 1997 bei der Museumsbahn Selfkantbahn. Bei Kriegsende kam eine Lokomotive hinzu, die ursprünglich für die Warschauer Zufuhrbahnen bestimmt war und 1945 nach Straßburg weitergegeben wurde. 1949 wurden zwei Dampflokomotiven bei Krauss-Maffei neu beschafft, 1957 kam eine gleichartige Lokomotive von der Oberrheinischen Eisenbahn-Gesellschaft (OEG) hinzu.
Auch eine Mallet-Lok der Süddeutschen Eisenbahn-Gesellschaft von der Bahnstrecke Zell im Wiesental–Todtnau kam 1955 zur MEG, wurde aber nur wenig eingesetzt.
Die erste Diesellok wurde schon 1925 beschafft, aber bereits 1950 abgestellt. 1957 wurde eine neue zweiachsige Diesellok bei Gmeinder beschafft (V22.01), 1967 die Lok V 29 952 von der Deutschen Bundesbahn gekauft und als V29-01 bezeichnet.
1934 bis 1941 wurden acht zweiachsige Triebwagen, die T 1 bis T 8, sowie drei vierachsige Triebwagen beschafft: Der Vierachser T 11, der 1936 bei der Dessauer Waggonfabrik gebaut wurde, und die beiden Vierachser T 12 und T 13, die 1938 und 1941 bei der Waggonfabrik Wismar gebaut wurden. 1954 und 1955 kamen noch zwei weitere vierachsige Triebwagen von der Waggonfabrik Fuchs hinzu, der T 14 und der T 15, wobei letzterer nur kurzzeitig auf dem Stammnetz, nach der Betriebseinstellung der Bahnstrecke Zell im Wiesental–Todtnau, eingesetzt wurde.
Einige Fahrzeuge sind auch noch heute erhalten, vor allem bei der Interessengemeinschaft Historischer Schienenverkehr (IHS) auf der Selfkantbahn, u. a. eine ehemalige Straßburger Lok (46) und die ehemalige OEG-Lok (101), die Diesellokomotive V22.01, ein zweiachsiger (T 7) und ein vierachsiger Triebwagen (T 13) sowie vier Personenwagen (45, 46, 54, 56) und ein Rollwagen.
Die Lokomotive V29-01 ist heute beim Deutschen Eisenbahn-Verein betriebsfähig erhalten. Zwei 1967 von der Zell–Todtnauer Bahn zur MEG gekommene Personenwagen sind heute in den Niederlanden privat erhalten und sollen betriebsfähig aufgearbeitet werden. Außerdem wurde der Aufbau des gedeckten Güterwagens 133 geborgen.